# シャムシエル
シャムシエル（Shamsiel、アラム語：שמשין אל、ギリシャ語：Σεμιήλ、異綴り：Samsâpêêl, Shamshel, Shashiel, Shamshiel）はエチオピア語エノク書6:7に登場する天使。同書ではヘルモン山に集まって人間と交わる誓いをたてた200人の天使たちの頭の一人とされる。

## 参考書籍
- 村岡崇光訳、『聖書外典偽典4　旧約偽典Ⅱ』、教文館、1975年